# Кассиопея (карликовая галактика)
Кассиопея (также Андромеда VII) — карликовая сфероидальная галактика на расстоянии около 2,58 млн. световых лет от Земли в созвездии Кассиопеи. Карликовая галактика в Кассиопее входит в местную группу галактик и является спутником галактики Андромеда.
Карликовая галактика в Кассиопее вместе с Карликовой сфероидальной галактикой в Пегасе была обнаружена в 1998 году группой астрономов (Караченцев и Караченцева) в России и на Украине. Карликовая галактика в Кассиопее и Карликовая сфероидальная галактика в Пегасе находятся дальше от Галактики Андромеды, чем все другие известные галактики-спутники, но все ещё связаны с ней действием сил притяжения. В галактике не обнаружено молодых, либо массивных звёзд или видимых следов недавних образований звёзд. Напротив, похоже, что в ней преобладают очень старые звёзды с возрастом до 10 миллиардов лет.

## См.также
- Подгруппа Андромеды